# Hong Hyun-seok
Hong Hyun-seok (kor. 홍현석, * 16. Juni 1999 in Seoul), im deutschsprachigen Raum unter der dort üblichen Namensreihenfolge Hyun-Seok Hong bekannt, ist ein südkoreanischer Fußballspieler. Hong steht aktuell als Leihspieler des 1. FSV Mainz 05 beim FC Nantes unter Vertrag. 

## Karriere

### Vereine
Nach seinen Anfängen in der Jugend von Ulsan Hyundai wechselte er im Januar 2018 leihweise in die Jugendabteilung der SpVgg Unterhaching. Dort kam er auch zu seinem ersten Einsatz im Profibereich in der 3. Liga, als er am 27. Februar 2019, dem 21. Spieltag, bei der 1:4-Auswärtsniederlage gegen den VfR Aalen in der 84. Spielminute für Lucas Hufnagel eingewechselt wurde.
Zur Saison 2019/20 wurde er an den österreichischen Zweitligisten FC Juniors OÖ, dem Farmteam des LASK, weiterverliehen. Während der Leihe kam er zu 28 Einsätzen für die Oberösterreicher in der 2. Liga. Zur Saison 2020/21 wurde er dauerhaft verpflichtet. Nach zwei Jahren bei den Juniors wurde er zur Saison 2021/22 in den Kader des LASK hochgezogen und erhielt dort einen bis Juni 2023 laufenden Vertrag. Für die erste Mannschaft des LASK kam er zu 44 Pflichtspieleinsätzen, davon 27 in der Bundesliga.
Im August 2022 wechselte Hong nach Belgien zur KAA Gent, bei der er einen bis Juni 2025 laufenden Vertrag erhielt. Hier wurde er bei allen möglichen Spielen eingesetzt: 37 Ligaspiele, in denen er sechs Tore schoss, drei Pokalspiele mit zwei Toren und 14 Spiele im Europapokal mit einem Tor. In der nächsten Saison waren es 30 von 41 möglichen Ligaspielen, in denen er fünf Tore schoss, zwei Pokalspiele mit einem Tor und elf Spiele im Europapokal mit ebenfalls einem Tor. Dabei verpasste er neun Ligaspiele wegen Länderspiel-Abstellungen.
Im August 2024 wechselte er zum 1. FSV Mainz 05 und unterschrieb dort einen Vertrag bis 2028.
Im Sommer 2025 wurde Hong für ein Jahr an den FC Nantes verliehen.

### Nationalmannschaft
Für die U17-Nationalmannschaft hat er im Jahr 2016 fünf Länderspiele bestritten. Im Jahr 2022 nahm er mit der U23-Nationalmannschaft an der Asienmeisterschaft teil, kam in allen drei Spielen der Gruppe C sowie im Viertelfinale bei der 0:3-Niederlage gegen die U23-Nationalmannschaft Japans am 12. Juni in Taschkent zum Einsatz.
Im Juni 2023 bestritt er seine ersten beiden Länderspiele für die A-Nationalmannschaft im Rahmen von Freundschaftsspielen gegen Peru und El-Salvador. Er gehörte dann im Januar 2024 zum südkoreanischen Kader bei der erst zu diesem Zeitpunkt ausgetragenen Asienmeisterschaft 2023 und bestritt dort alle Spiele bis zum Viertelfinale.

## Erfolge
- Olympische Silbermedaille Jugend-Sommerspiele 2014